# 日本碍子
日本碍子株式会社（にほんがいし、英: NGK INSULATORS,LTD.）は、日本のセラミックスメーカーである。愛知県名古屋市瑞穂区に本社を置く。電力用がいし・セラミックス製造を主力とする。本社ビルは隣接する名古屋市熱田区に所在。森村グループの一員。日経平均株価およびJPX日経インデックス400の構成銘柄の一つ。
通称表記は「日本ガイシ」。1986年（昭和61年）より使用している。

## 概要
日本陶器（現・ノリタケ）からがいし製造部門を分割し、1919年（大正8年）設立。NGK の商標は自動車用スパークプラグにおいても知られているが、こちらは同じ森村グループの日本特殊陶業（Niterra）の製品に付されている。日特陶はかつて同社の一部門であったが、旧森村の一業一社主義により、1936年（昭和11年）に同社から分割され設立し現在に至る。
100万ボルト（1,000 kV）の超高圧送電線用のがいしを世界で唯一製造している企業である。
下水処理プラント等のエンジニアリング部門は以下に記す通り富士電機システムズとの合弁会社（メタウォーター株式会社）に移管、分社化した。

## 沿革
- 1905年（明治38年）‐ 芝浦製作所（現・東芝）の技師が日本陶器に、アメリカ合衆国製のがいし片（碍子博物館蔵）を見せながら、高圧碍子の製造を頼んだのがきっかけとなり、翌年から開発に着手[5]。
- 1919年（大正8年）5月5日 - 日本陶器（現・ノリタケ）から、がいし製造部門を分割して設立。
- 1936年（昭和11年）10月26日 - スパークプラグ部門を分社化し日本特殊陶業を設立。
- 1970年代 - 火力発電所が窒素酸化物の放出を制御支援のために、東芝ベックマンの輸入する化学発光(ケミルミネッセンス)式の計測機器に、セラミック素子で不純物質を取り除く前処理を組み込んだNOX観測装置を生産した。
- 1986年（昭和61年）5月 - 社名表記を日本ガイシに変更。
- 2003年（平成15年）5月 - 旭テックの株式をリップルウッド・ホールディングスに譲渡。連結決算の対象から外れる。
- 2007年（平成19年）
  - 3月15日 - 名古屋市総合体育館の命名権を取得し「日本ガイシ スポーツプラザ」とした。
  - 4月 - 環境装置事業を株式会社NGK-Eソリューション（現・メタウォーター）に継承。
- 2008年（平成20年）4月1日 - NGK水環境システムズと富士電機水環境システムズを合併。メタウォーターを設立。連結決算の対象から外れる。
- 2011年（平成23年）
  - 5月30日 - 名古屋工業大学と共同で名古屋工業大学内に「日本ガイシ イノベーション研究所」を設立。
  - 6月24日 - 札幌証券取引所上場廃止。
  - 6月28日 - 大阪証券取引所上場廃止。
- 2012年（平成24年）7月31日 - 上場子会社であったエナジーサポートを完全子会社化。
- 2013年（平成25年） - イタリアにNAS電池のプロジェクト「NGK ITALY S.r.l.」を設立。高強度・高導電性のジルコニウム銅ワイヤーを開発。
- 2014年（平成26年） - ポーランドでコージェライト製大型ハニセラムの生産を開始。NOxセンサーの生産能力を1.5倍に増強。複合ウエハーの生産を開始。
- 2015年（平成27年）1月5日 - 新日鐵住金の子会社である日鉄住金エレクトロデバイスの全株式を取得し、子会社化[6]。同時に、NGKエレクトロデバイスに商号を変更[7]。インドに現地法人「NGK TECHNOLOGIES INDIA PVT. LTD.」を設立。タイ王国にハニセラム、DPF生産のための「NGK CERAMICS(THAILAND) CO., LTD.」を設立。
- 2016年（平成28年） - ポーランドでGPFの生産を開始。ニッケルすず銅製品の量産を開始。
- 2019年（令和元年） - 亜鉛二次電池「ZNB」がアメリカの第三者機関ULから安全面での認証取得[8]。
- 2026年（令和8年）4月1日 - NGK株式会社に商号変更（予定）[9]。

## 歴代社長
- 大倉和親：1919年 - 1939年4月
- 江副孫右衛門：1939年4月 - 1944年5月
- 森村義行：1944年5月 - 1948年
- 吉本熊夫：1948年 - 1959年（死去）
- 野淵三治：1959年10月 - 1969年
- 福田克美：1969年 - 1977年
- 竹見淳一：1977年 - 1986年1月
- 小原敏人：1986年1月 - 1994年6月
- 柴田昌治：1994年6月 - 2002年6月
- 松下雋：2002年6月 - 2011年
- 加藤太郎：2011年4月 - 2014年6月
- 大島卓：2014年6月 - 2021年3月
- 小林茂：2021年4月 - 現職

## 事業所
- 本社・名古屋事業所 - 名古屋市瑞穂区
- 知多事業所 - 愛知県半田市
- 小牧事業所 - 愛知県小牧市
- 石川工場 - 石川県能美市

## 主な商品

### エネルギーインフラ事業
がいし（シェア世界一）・電力関連装置
- 送電用がいし・機器
  - 懸垂がいし
  - 長幹がいし
  - ラインポスト（LP）がいし
  - 全面導電釉がいし
- 変電用がいし・機器
  - 避雷機器
  - 相間スペーサ
  - 鳥害防止装置
- 配電用がいし・機器
  - 電圧調整器
  - 開閉器
  - ナトリウム・硫黄電池（NAS電池）

### セラミックス事業
- 自動車排ガス用セラミックス
  - 自動車排気ガス浄化用触媒担体（ハニセラム）（世界シェア1位）
  - ディーゼル・パティキュレイト・フィルター（DPF）
  - エンジン排ガス用NOxセンサー

### エレクトロニクス事業
- チップ型セラミックス二次電池（EnerCera）
- ウェハー製品
  - 複合ウェハー
  - 窒化ガリウムウェハー（FGAN）
  - ハイセラムウェハー
- 圧電アクチュエーター
  - インクジェットプリンター用圧電マイクロアクチュエーター
  - HDD用アクチュエーター
  - 積層圧電アクチュエーター
- 光関連セラミックス部品
- 透光性アルミナセラミックス（ハイセラム）
- 圧電ディスプレイ（セラムボード、セラムビジョン：生産終了）
- ベリリウム銅合金
- 金型及び関連部品

### プロセステクノロジー事業
- 半導体製造装置用セラミックス
- 産業用機器・装置（プラントエンジニアリング事業）
  - 膜分離装置・システム
  - グラスライニング製品
  - 耐食レンガライニング
  - 耐食ポンプ・バルブ
- 家庭用製品浄水器 C1（シーワン）

## 日本ガイシ スポーツプラザ
2007年（平成19年）3月15日、地域貢献と社名の普及を目的に、名古屋市総合体育館の命名権を名古屋市から取得した。2007年（平成19年）4月1日から5年間の契約で、総称の総合体育館に「日本ガイシ スポーツプラザ」、施設のレインボーホールに「日本ガイシホール」、レインボープール（夏季）・レインボーアイスアリーナ（冬季）に「日本ガイシアリーナ」、サン笠寺に「日本ガイシフォーラム」の愛称を付すこととなった。2017年1月17日に命名権を更新し、2022年3月31日までが期限となっている。

## テレビ番組
- 日経スペシャル カンブリア宮殿 世界トップシェアが続々... 失敗を恐れない技術屋集団の復活劇！（2020年2月20日、テレビ東京）[11]

## 提供番組
- ウェークアップ!ぷらす（読売テレビ、2013年頃 - ）
- ミュージックステーション（テレビ朝日、 - 2008年3月）
- めざましテレビ（東海テレビ、2008年4月 - 9月）
- めざましどようび（同上、2008年10月 - ）
- ネプリーグ（石川テレビ）
- TVチャンピオン→TVチャンピオン2（テレビ東京）
- J SPORTS STADIUM 2008（J SPORTS 1）
- クイズ赤恥青恥（テレビ東京）
- ごくせん第2シリーズ（日本テレビ系）
- マツコの知らない世界（TBS）
- ASAYAN（テレビ東京）
- 120秒の科学（テレビ大阪、一社提供）
- オールナイトニッポン（ニッポン放送、2020年頃 - ）
- NNNきょうの出来事（日本テレビ系、1990年頃 - ）

※ その他東海地方のテレビ局やテレビ朝日の深夜バラエティ番組で、ローカルスポンサーとしてつく場合が多い。

### CM
- 1990年代後半以降のCMイメージキャラクターに黒衣が採用されている。

#### 2007 - 2008年
- やるじゃんNAS篇 出演：森カンナ
- やるじゃんハニセラム篇 出演：森岡龍

## 関連会社
国内、海外合わせて55社の連結子会社がある。
- NGKエレクトロデバイス株式会社
- エナジーサポート株式会社
- 明知ガイシ株式会社
- NGKケミテック株式会社（旧・池袋琺瑯工業）
- 平成セラミックス株式会社
- エヌジーケイ・アドレック株式会社
- エヌジーケイ・セラミックデバイス株式会社
- エヌジーケイ・オホーツク株式会社
- エヌジーケイ・キルンテック株式会社
- エヌジーケイ・ケミテック株式会社
- エヌジーケイ・ファインモールド株式会社
- エヌジーケイ・フィルテック株式会社
- エヌジーケイ・メテックス株式会社

また、2社の持分法適用会社がある。
- メタウォーター株式会社 - 日本ガイシの水環境子会社、NGK水環境システムズと富士電機システムズの水環境子会社、富士電機水環境システムズが2008年（平成20年）4月に合併して設立。
- 株式会社多治見カントリークラブ

## 代理店
上場している代理店としては、明治電機工業等がある。

## 諸問題

### 税務問題
名古屋国税局の税務調査で、2005年3月期から2010年3月期までの5年間に亘り、総額で約160億円の申告漏れを指摘されていたことが、2012年5月になって発覚した。同国税局は、同社が本来申告すべき所得を海外の子会社に移転させたと判断したものだが、同社は「国税局の見解と隔たりがある」として、同国税局に異議申立てを行なっている。

### 価格カルテルへの関与
2015年9月、アメリカで自動車部品の価格カルテルに関与したとして、アメリカ司法省から罰金6,530万ドル（日本円で約78億円）の罰金の支払いを命じられた。これを受け同社は、大島卓社長ら代表取締役の報酬のうち50%を3カ月間返上した。

### その他
日本ガイシは東京大学、一橋大学、京都大学の法学部学生を対象に奨学金、生活費等の支援を行うとして募集をかけたことがある。しかし、それは学生の少なかった時期に行われていたため、日本ガイシの人事部の意向通りに進まなかった。